# Sint-Petrus en Pauluskerk (Vroenhoven)
De Sint-Petrus en Pauluskerk is een kerkgebouw in Vroenhoven in de Belgische gemeente Riemst in Limburg. Het gebouw staat op de hoek van de Bloesemstraat met de Pastoor Counestraat. De begraafplaats ligt elders in het dorp, ten zuidoosten van de kerk.
Het kerkgebouw is een neoromaanse kruisbasiliek dat bestaat uit een voorstaande westtoren met een ronde traptoren aan de zuidkant, een driebeukig schip met vier traveeën, een transept met drie traveeën en een koor met een rechte travee en een halfronde sluiting voorzien van absidiolen. Het koor wordt aan de zuidzijde geflankeerd door een sacristie. Het gebouw is opgetrokken in baksteen en heeft een plint van breuksteen. De toren heeft een onderbouw van breuksteen, waarin ook het portaal met rondboogvorm is opgetrokken. Verder heeft de toren vensters van geprofileerde baksteen, net als de rest van het gebouw waar ze als drielichten gegroepeerd zijn. De kerk wordt gedekt door zadeldaken en lessenaarsdaken en de kerk wordt overwelfd door kruisribgewelven op bakstenen colonnetten. De middenbeuk wordt gescheiden van de zijbeuken door een rondboogarcade op zuilen.
De kerk is de parochiekerk van het dorp en is gewijd aan Sint-Petrus en Sint-Paulus.

## Geschiedenis
Het kerkgebouw werd gebouwd in 1936-1937 naar het ontwerp van J. Deré, in 1940 zwaar beschadigd en in 1941 gerestaureerd.